# Uovo (biologia)

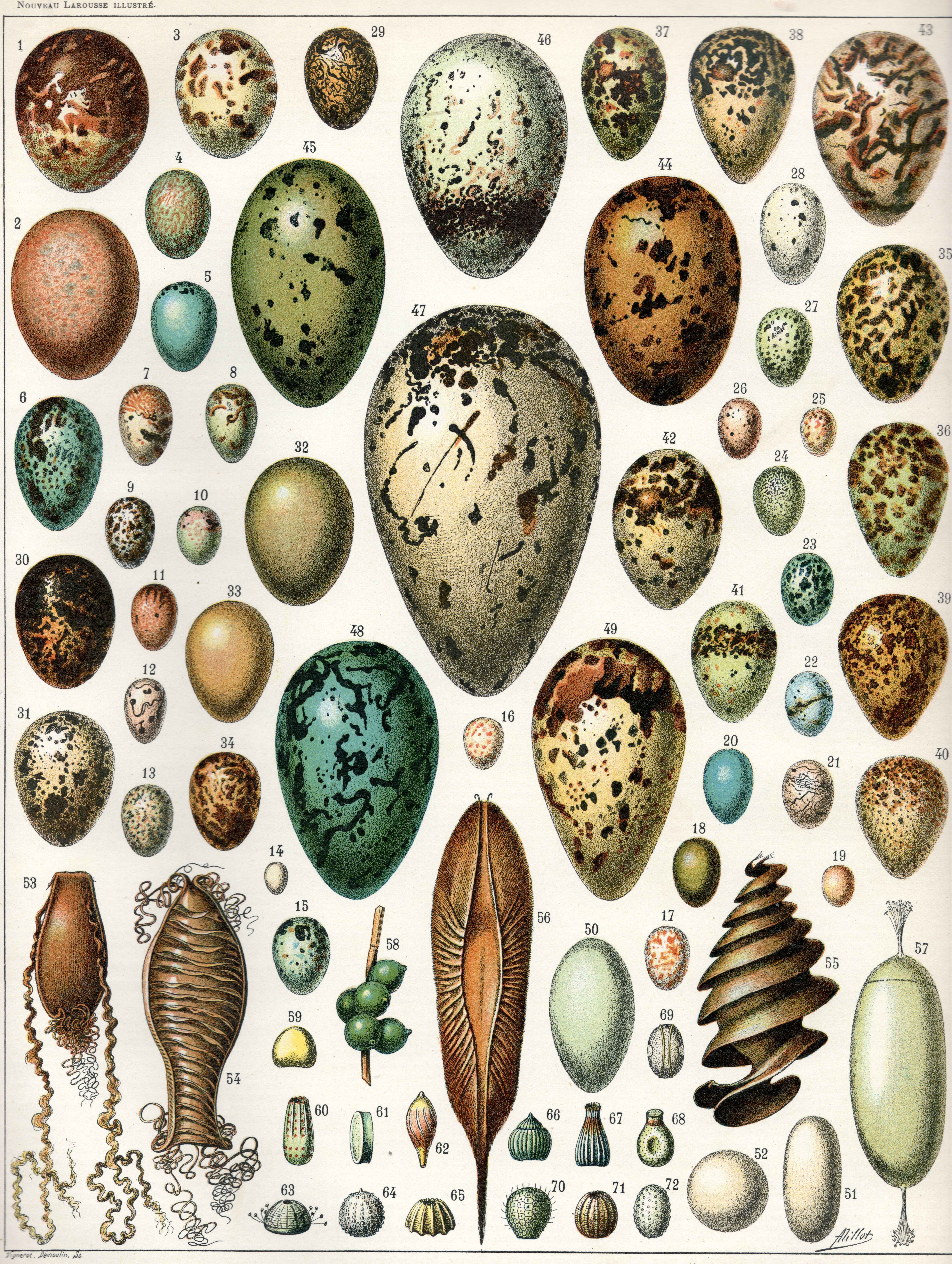
72 diversi tipi di uova d'animali, disegnati da Adolphe Millot per il Nouveau Larousse Illustré (1897-1904)

L'uovo è la cellula gametica, o sessuale, femminile degli animali che si riproducono per via sessuata. Contiene un corredo cromosomico aploide. Contiene nel suo citoplasma le sostanze nutritive, RNA messaggeri e RNA transfer necessari per il primo sostentamento e la prima sintesi proteica dell'embrione. Per essere fecondato, un uovo deve quasi sempre congiungersi con il gamete maschile (spermatozoo).

## Struttura generale della cellula uovo
L'uovo si forma nelle gonadi femminili tramite un processo detto ovogenesi, ma può acquisire lungo le vie genitali dell'apparato riproduttore femminile ulteriori strutture di rivestimento funzionali alla fecondazione e allo sviluppo dell'embrione. Le dimensioni sono variabili, tuttavia è generalmente la più grande cellula presente nell'organismo femminile.
La cellula uovo è circondata dalla membrana plasmatica come ogni altra cellula, ma presenta un'ulteriore barriera protettiva: l'involucro vitellino, struttura fondamentale nel processo di fecondazione. Il citoplasma può essere più o meno ricco di tuorlo (o vitello), una sostanza ricca di vitellogenina (prodotta dal fegato della madre) che costituisce un'importante fonte di nutrimento per l'embrione. In base alla quantità di tuorlo presente e in base alla sua posizione nella cellula vengono classificati diversi tipi di uova.
Classificazione in base alla quantità di tuorlo:
- alecitiche, prive di tuorlo;
- oligolecitiche, con una piccola quantità di tuorlo;
- mesolecitiche, con una discreta quantità di tuorlo;
- macrolecitiche, con un'enorme quantità di tuorlo.

Classificazione in base alla disposizione del tuorlo:
- isolecitiche, se il tuorlo è disposto uniformemente nel citoplasma;
- telolecitiche, se il tuorlo sposta il citoplasma attivo e il nucleo ad un polo della cellula; si creano allora un polo animale (citoplasma e nucleo) e un polo vitellino (tuorlo);
- centrolecitiche, se il tuorlo si dispone attorno al nucleo e il citoplasma attivo è spostato in periferia.

Oltre all'involucro vitellino la cellula uovo può essere circondata da ulteriori involucri e strutture con funzioni differenti. Tali strutture hanno origine nelle vie genitali e non nell'ovario. Vengono pertanto definite "involucri secondari"; solo l'involucro vitellino viene depositato a livello dell'ovario e prende il nome di "involucro primario".

## Morfologia comparata della cellula uovo

### Vertebrati

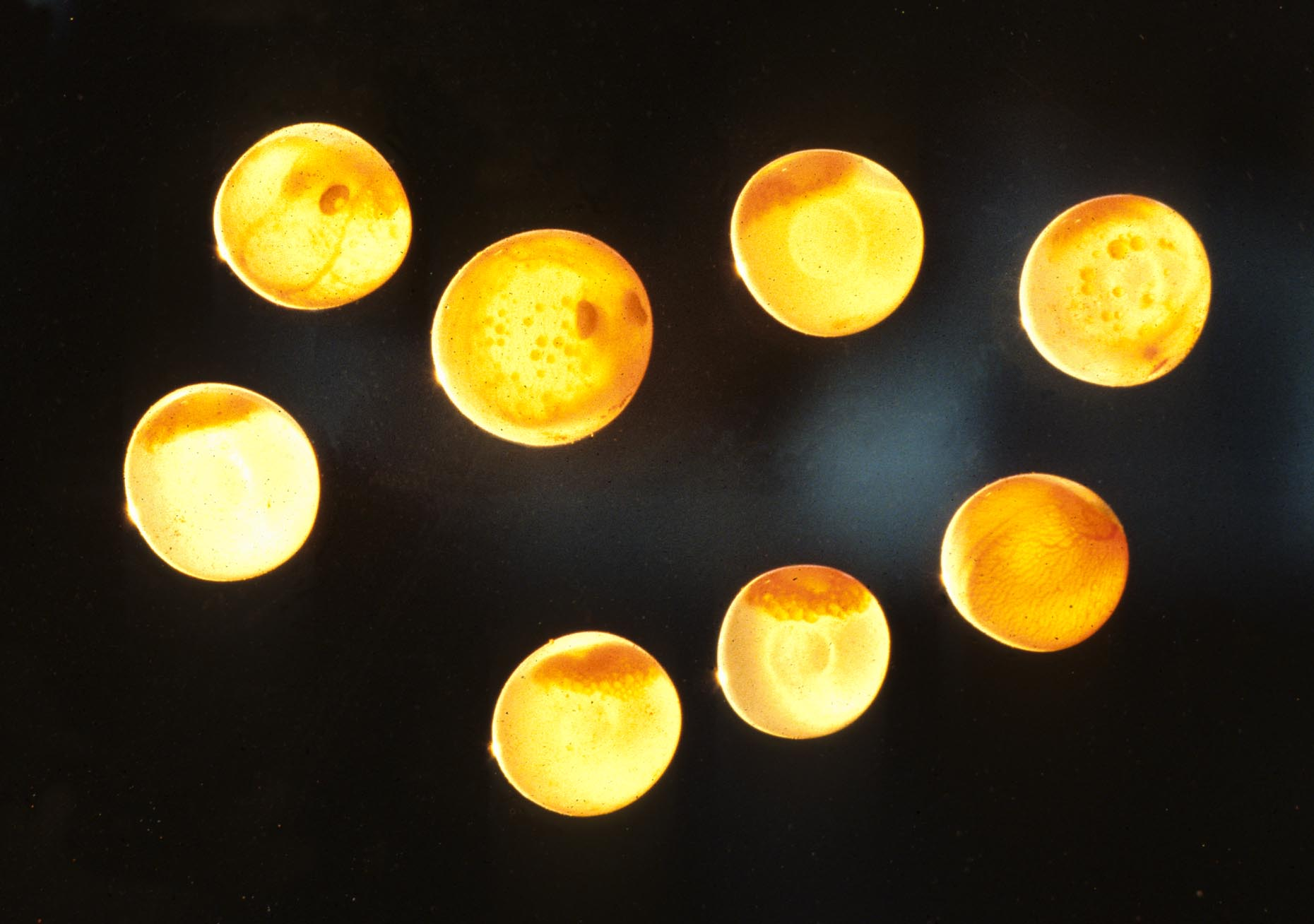
Uova di salmone in diversi stadi di crescita

#### Pesci
Nei pesci l'uovo è unicamente una sfera di sostanze nutritive, un tuorlo.

#### Anfibi
Le uova degli anfibi sono definite mesolecitiche, ovvero sono provviste di una media quantità di vitello. Esternamente la membrana plasmatica è circondata dall'involucro vitellino e da uno spesso strato gelatinoso (involucro secondario) che conferisce protezione alla cellula.
L'uovo degli anfibi è caratterizzato dalla presenza di un polo animale (in alto) ed un polo vegetativo (in basso). Il primo è ricco di molecole di RNA (messaggero e transfer) che svolgeranno la sintesi proteica non appena avvenuta la fecondazione. Il secondo costituisce il maggior accumulo di vitellogenina e sostanze nutritizie. Superficialmente il citoplasma corticale, ovvero quello subito sotto alla membrana plasmatica, è caratterizzato da un pigmento che si distribuisce in modo diverso tra i due poli: risulta più concentrato nella porzione animale e meno concentrato nella porzione vegetativa.

#### Rettili
L'uovo dei rettili si sviluppa in ambiente terrestre e non acquatico, pertanto necessita di specifiche strutture adibite all'accrescimento dell'embrione in condizioni "più ostili" rispetto a quelle acquatiche. La membrana plasmatica è circondata dall'involucro vitellino (involucro primario). Sono inoltre presenti numerose strutture secondarie:
- le calaze, strutture proteiche che tengono il tuorlo in posizione centrale e avvolgono la cellula con un'ulteriore membrana;
- l'albume, che costituisce un'importante fonte di acqua e svolge una funzione battericida;
- le membrane testacee sia interne sia esterne le quali, verso il fondo ottuso del guscio, si allargano formando una bolla d'aria;
- il guscio, che rappresenta una protezione meccanica, una protezione dall'essiccamento, una superficie permeabile all'aria per consentire gli scambi respiratori e un'importante riserva di calcio.

Durante lo sviluppo l'embrione sviluppa strutture definite "annessi embrionali". Ne fanno parte:
- il sacco amniotico, utile per mantenere l'embrione in ambiente umido. Al suo interno è contenuto il liquido amniotico;
- il sacco vitellino, che contiene il vitello già presente in origine nella cellula uovo e costituisce la primaria fonte di sostanze nutritizie;
- l'allantoide, ovvero un sacchetto in contatto sia con l'embrione sia con il corion, che svolge tre funzioni: consentire la respirazione attraverso il guscio, raccogliere i prodotti del catabolismo, assorbire dal guscio i sali di calcio necessari allo sviluppo dell'embrione.

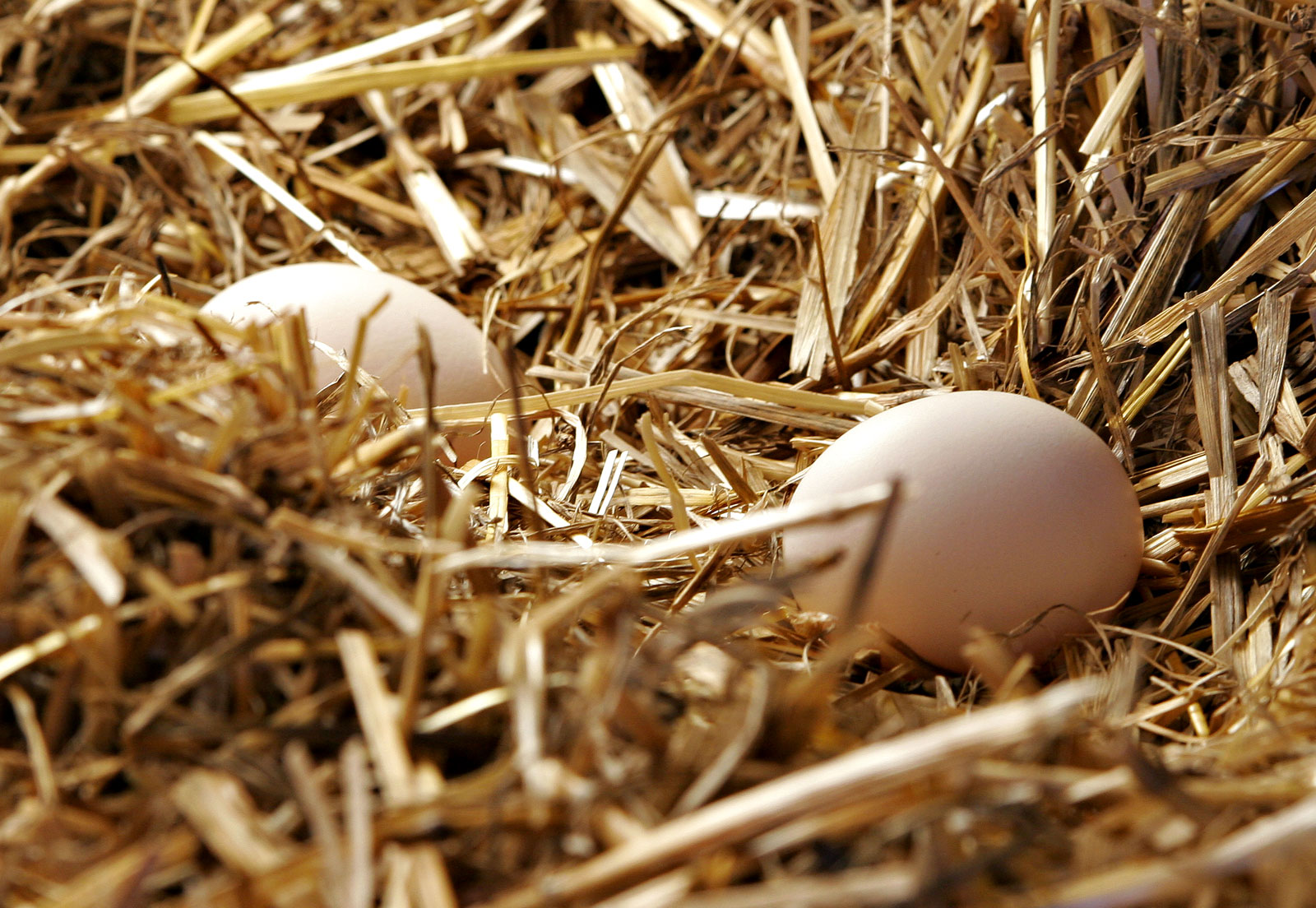
Uova di uccello nel nido

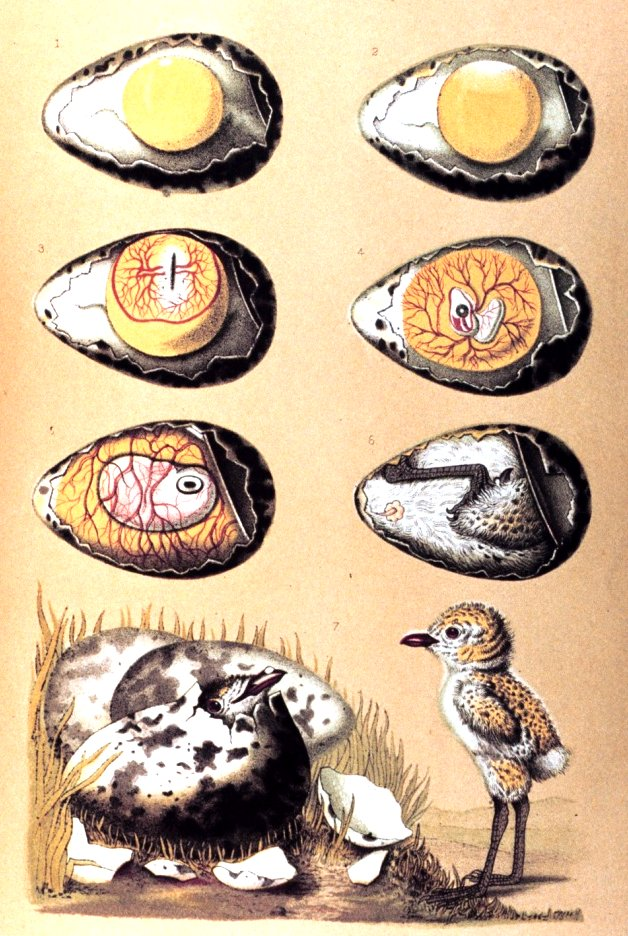
Sviluppo di un uccello nell'uovo
(da Das Meer di Matthias Jacob Schleiden, 1867)

#### Uccelli
L'uovo degli uccelli è assai simile a quello dei rettili.
Dopo la fecondazione, i tempi di incubazione per arrivare alla schiusa sono variabili: 3 settimane per la gallina, 4 settimane per il tacchino, 6 settimane per lo struzzo (ha un uovo che pesa dai 800 ai 1500 g)

#### Mammiferi
I mammiferi monotremi (ornitorinco, echidna) depongono uova da rettile; negli altri ordini l'ovulo è ridotto alle dimensioni di una cellula; lo sviluppo embrionale umano di conseguenza è lo stesso di qualunque altro mammifero placentato.